# Eric Hoffmann
Eric Hoffmann (nascido em 21 de Junho de 1984) é um futebolista luxemburguês, o qual atualmente tem contrato com o clube Etzella Ettelbruck. Atua como zagueiro e já disputou mais de 50 jogos pela Seleção Luxemburguesa de Futebol.